# Harry Reijnders

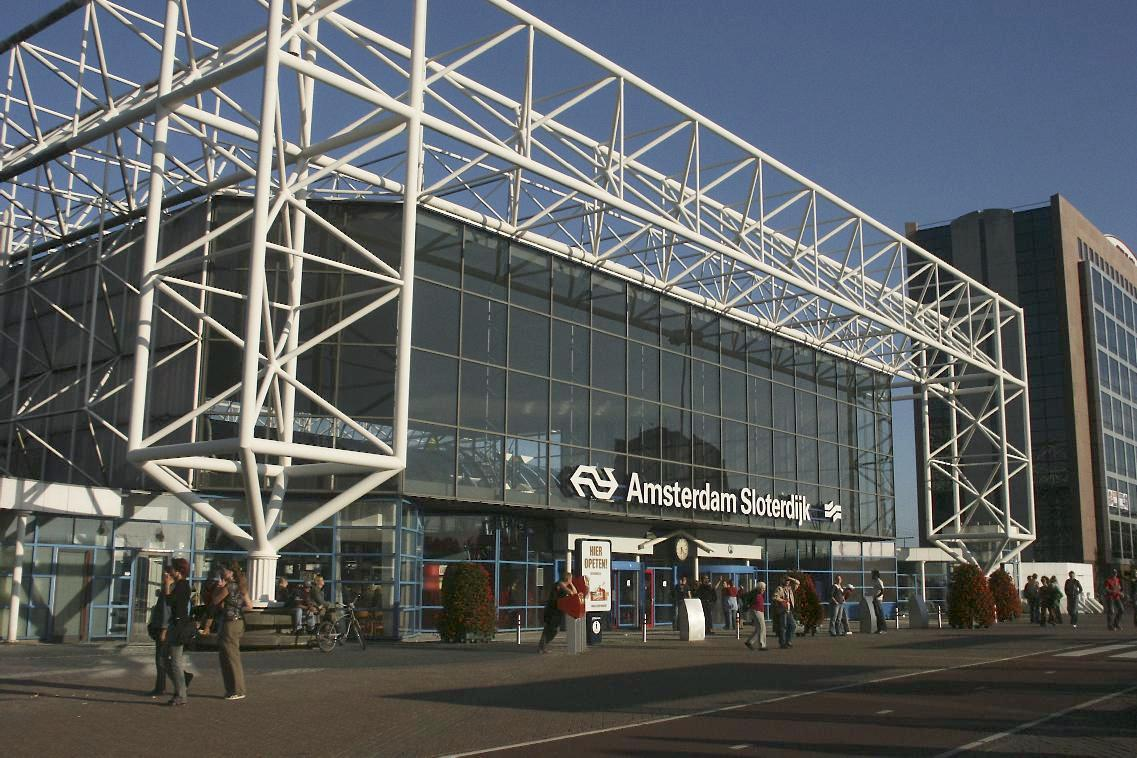
Bahnhof Amsterdam Sloterdijk (1986)

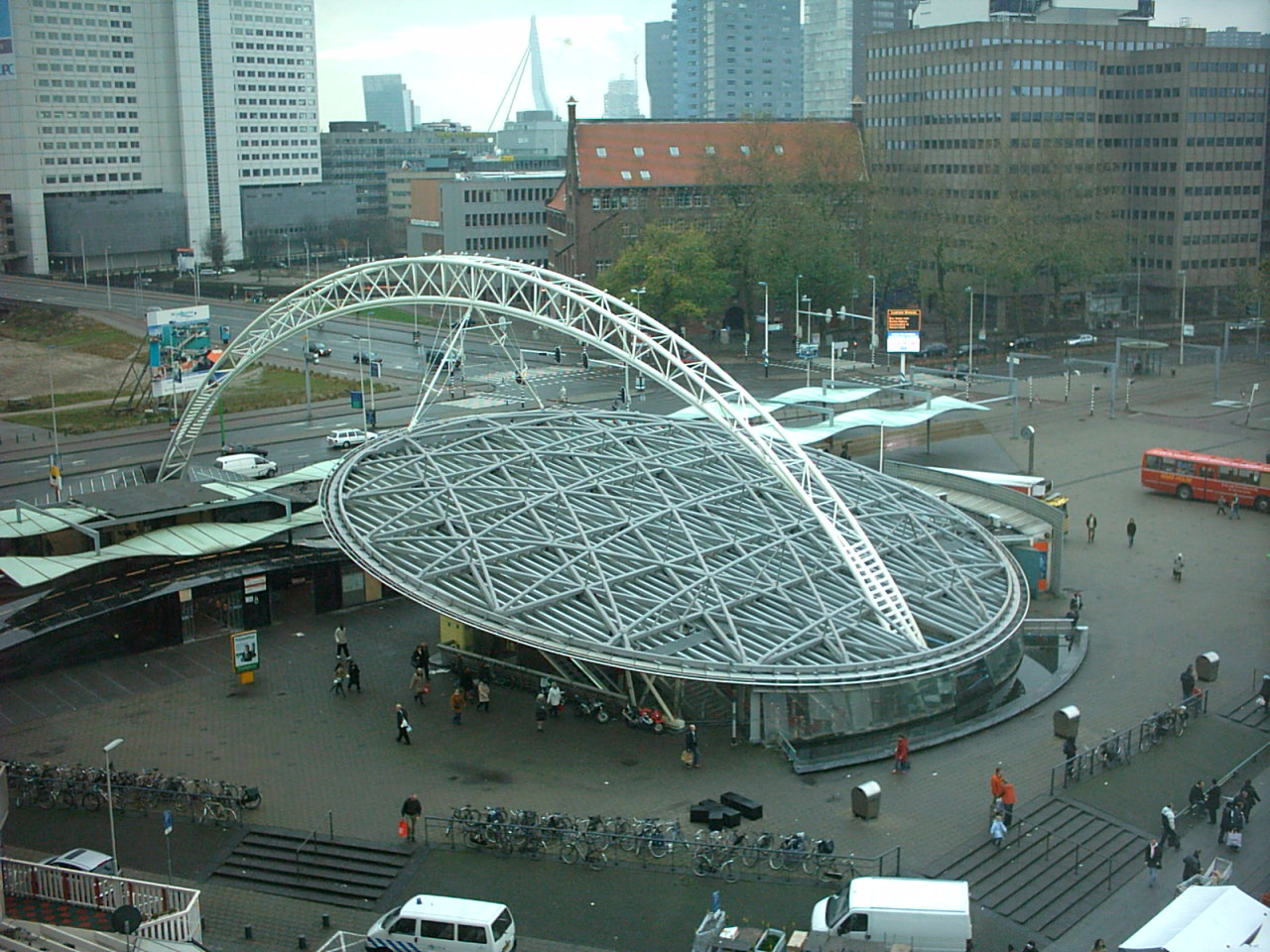
Bahnhof Rotterdam Blaak (1993)

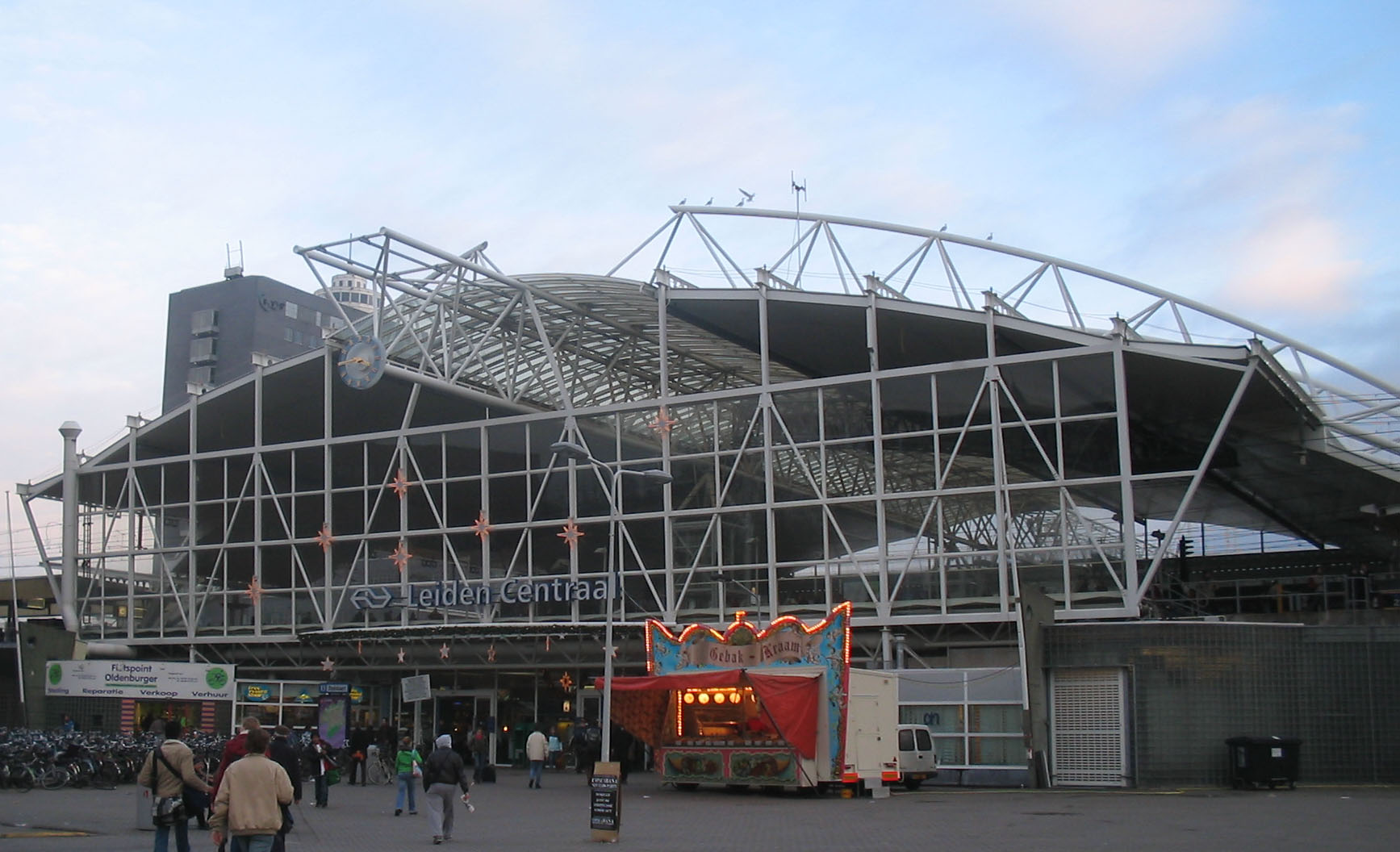
Bahnhof Leiden Centraal (1996)

Harry Reijnders (* 1954) ist ein niederländischer Architekt, der in den 1980er und 1990er Jahren vor allem für seine Bauten, die er für die Nederlandse Spoorwegen (NS) entwarf, bekannt wurde.

## Leben
Reijnders arbeitet seit 1983 im Dienst der Nederlandse Spoorwegen beim Ingenieurbüro der NS (der heutigen Firma Movares). Auch war er – genau so wie Peter Kilsdonk und Rob Steenhuis – verantwortlich für eine neue Generation von Bahnhöfen in den 1980er Jahren. In diesen Bahnhofsbauten wurde viel Glas und Stahl verarbeitet. In dieser Zeit baute er den Bahnhof Amsterdam Sloterdijk (1986).
In den Jahren 1993 und 1996 baute er dann die Bahnhöfe Rotterdam Blaak und Leiden CS. Ab dem 1. Januar 1997 war Reijnders der NS-Baumeister (Leiter der Bauabteilung). Er war Nachfolger Cees Doumas. Im April 1998 verließ er die Firma aufgrund von Meinungsverschiedenheiten.